# Myripristis violacea
Espèce
Le poisson-soldat violacé (Myripristis violacea) est une espèce de poissons marins appartenant à la famille des Holocentridae.